# Переліт горобців
«Переліт горобців» — радянський телефільм 1980 року, знятий режисером Теймуразом Баблуані на кіностудії «Грузія-фільм».

## Сюжет
Весь фільм — це одна подорож. Подорож у пасажирському вагоні другого класу радянською Грузією. Люди туляться на тісних сидіннях, дехто намагається влаштуватися на лежачих місцях — полках. Головною розвагою стає елегантний блондин, який запевняє, що він — актор і об'їздив увесь світ. Його історії буквально зачаровують більшу частину пасажирів. Тим не менш, знаходиться чоловік суворого вигляду, який відрізняється від маси. Він подорожує зі схованим у пальто дресованим горобцем і не вірить байкам так званого актора. Причому відверто про це заявляє. Слово за слово, і ось чоловіки вплутуються в бійку

## У ролях
- Елгуджа Бурдулі — людина з горобцем
- Теймураз Бічіашвілі — головна роль
- Резо Есадзе — роль другого плану
- Шота Схіртладзе — роль другого плану
- Леван Пілпані — роль другого плану
- Людмила Алімбарашвілі — роль другого плану
- Аміран Аміранашвілі — роль другого плану
- Язон Бакрадзе — роль другого плану
- Шота Нозадзе — роль другого плану
- Гурам Пірцхалава — роль другого плану
- Трістан Саралідзе — роль другого плану
- Нодар Сохадзе — роль другого плану
- Ладо Бурдулі — роль другого плану
- Шакро Джорджадзе — роль другого плану
- Теймураз Кванталіані — роль другого плану
- Ростом Лорткіпанідзе — роль другого плану
- Автанділ Мікадзе — роль другого плану
- В. Демчинський — епізод
- Р. Мамаладзе — епізод
- К. Табукашвілі — епізод

## Знімальна група
- Режисер — Теймураз Баблуані
- Сценарист — Теймураз Баблуані
- Оператор — Віктор Андрієвський
- Композитор — Теймураз Баблуані
- Художник — Юрій Квачадзе